# Mount Woinarski
Mount Woinarski ist ein 1617 m hoher Berg mit drei Gipfeln im ostantarktischen Mac-Robertson-Land. Er ragt 29 km südwestlich der Taylor-Plattform in den Prince Charles Mountains auf.
Kartiert wurde er anhand von Luftaufnahmen, die 1956 und 1960 bei den Australian National Antarctic Research Expeditions entstanden. Das Antarctic Names Committee of Australia (ANCA) benannte ihn nach Brian Casimir Zichy Woinarki (* 1930), Leiter der Mawson-Station im Jahr 1965.